# Popopop
Popopop était une émission culturelle radiophonique française dont le sujet est la pop culture. Elle a été diffusée du lundi au vendredi de 16 h à 17 h sur France Inter à partir du 28 août 2017, et présentée par Antoine de Caunes,, et Charline Roux.
L'écrivain et scénariste Laurent Chalumeau y tient parfois une chronique dans laquelle il parle d'un de ses coups de cœur littéraires. 
À partir du 7 septembre 2018, l'émission propose chaque vendredi un magnéto d'humour absurde intitulé Le Grand N'importe Quoi. 
La dernière de l'émission a eu lieu le vendredi 1er juillet 2022[source secondaire souhaitée].

## Équipe
- Production : Antoine de Caunes
- Production déléguée : Charline Roux
- Collaboration : Alexia Lacour, Simon Arrestat
- Coordination : Aurélie Ezvan